# Longin Latawiec
Longin Mieczysław Latawiec (ur. 15 marca 1897 w Rawie Ruskiej, zm. 13 grudnia 1926 w Warszawie) – kapitan piechoty rezerwy Wojska Polskiego, kawaler Orderu Virtuti Militari, działacz kupiecki II Rzeczypospolitej.

## Życiorys
Urodził się 15 marca 1897 w Rawie Ruskiej, ówczesnym mieście powiatowym Królestwa Galicji i Lodomerii, w rodzinie Mikołaja i Antoniny z Sienkiewiczów. Był bratem Jana (ur. 1898), porucznika pilota-oberwatora 8 Eskadry Wywiadowczej, odznaczonego Krzyżem Walecznych i pośmiertnie Polową Odznaką Obserwatora, który 5 lipca 1924 zginął w katastrofie lotniczej na Polach Rakowickich w Krakowie.
W czasie I wojny światowej walczył w szeregach Pułku Piechoty Nr 89. Na stopień porucznika rezerwy został mianowany ze starszeństwem z 1 listopada 1917 w korpusie oficerów piechoty.
Uczestniczył w wojnie polsko-bolszewickiej w szeregach 11 pułku piechoty a za swoje czyny wojenne otrzymał Order Virtuti Militari. Został awansowany do stopnia kapitana rezerwy piechoty ze starszeństwem z dniem 1 czerwca 1919. W latach 20. był oficerem rezerwowym 54 pułku piechoty w Tarnopolu. 
Studiował prawo w Pradze. Był sekretarzem Zrzeszenia Kupców Polskich oraz założycielem i dyrektorem warszawskiego Towarzystwa Ubezpieczeń Trzody Chlewnej.
Został zamordowany 13 grudnia 1926 strzałem z broni palnej przez robotnika transportowego („pędzacza”) Stanisława Bernatowicza na targowisku trzody chlewnej na warszawskiej Pradze przy ulicy Jagiellońskiej 1. Tłem zdarzenia był trwający od listopada 1926 strajk robotników tego targowiska oraz kwestia stworzenia bocznicy kolejowej jako sposobu na naprawienie tamtejszych warunków w handlu trzodą. Sprawca był jednym z przywódców strajku, a zabójstwa dokonał z zaskoczenia trzema strzałami od tyłu oraz strzelił jeszcze dwukrotnie do leżącego już Latawca. Jako motyw zabójca podał, iż stanął w obronie 70 robotników, rzekomo pozbawionych pracy przez Latawca. Zwłoki Latawca zostały przewiezione z Warszawy do miejsca urodzenia, Rawy Ruskiej. 24 kwietnia 1927 doroczne zebranie kupców polskich, handlujących trzodą chlewną, rogacizną, drobiem i końmi uczciło pamięć dyrektora Latawca i przyjęło uchwałę o ustanowieniu tablicy pamiątkowej jego pamięci.

## Ordery i odznaczenia
- Krzyż Srebrny Orderu Wojskowego Virtuti Militari nr 1741 – 28 lutego 1921[17][18]
- Krzyż Zasługi
- Srebrny Medal Waleczności 2 klasy[4]
- Brązowy Medal Waleczności[4]
- Krzyż Wojskowy Karola[4]